# Bertrada von Rosdorf
Bertrada von Rosdorf (* um 1220; † nach 1279 in Kaufungen) war Äbtissin des Reichsstifts Kloster Kaufungen von etwa 1268 bis 1279.

## Historische Einordnung
Bertrada von Rosdorf war eine von drei Töchtern des Dominus Henricus de Rostorpe dictus Hassonis (Edelherr Heinrich von Rosdorf, genannt der Hesse). Ihre Schwestern Adelheid und Wiltrud waren Nonnen bzw. Stiftsdamen im Kloster Brunshausen bei Gandersheim. Ihr Vater verwaltete die Allode des Hauses Rosdorf, die in Nordhessen sowie im Grenzgebiet von (Nieder-)Sachsen und Thüringen lagen, deshalb sein Spitzname „der Hesse“. Bertradas Cousine, Walburgis I. von Rosdorf, war die Ehefrau von Eberhard Wolff von Gudenberg, einem der Vögte Kaufungens.
Das Kloster Kaufungen wurde 1017 durch Kaiserin Kunigunde von Luxemburg gegründet. Durch ihren Ehemann, Kaiser Heinrich II., erhielt Kaufungen den Status eines Reichsstifts. Dadurch war Kaufungen reichsunmittelbar, genoss kaiserliche Freiheiten und Privilegien; seine Äbtissinnen waren Reichsprälaten, hatten Sitz und Stimme im Reichstag. Gemäß der mittelalterlichen Stiftungsregeln war eine Voraussetzung, um das Amt als Äbtissin bekleiden zu dürfen, dass die Amtsinhaberin möglichst mit der Familie der Stifterin, d. h. mit dem Haus Luxemburg, verwandt sein sollte. Sofern eine Bewerberin für das Amt keine verwandtschaftliche Nähe zur Gründerin aufweisen konnte, kam die Stiftsfähigkeit zum Tragen. Diese Regelung besagte, dass nur edle Personen ein solches Amt bekleiden durften. In den Reichsstiften mussten die Stiftsdamen 4 bis 16, teilweise 32 adlige Ahnen nachweisen, um aufgenommen zu werden. Anwärterinnen für das Amt der Äbtissin in einem namhaften Stift wie Kaufungen mussten zur Zeit Bertradas 32 Ahnen vorweisen, darunter hatten sich zwei Reichsfürsten und zwei Grafen zu befinden. Da Bertrada von Rosdorf bereits 1261 als Stiftsdame in Kaufungen Aufnahme fand, ist anzunehmen, dass sie bzw. ihre Familie über die nötige Menge an Alloden und den Status als Edelherren verfügte sowie mit mindestens zwei Reichsfürsten und zwei gräflichen Häusern blutsverwandt war.

## Wirken als Äbtissin
Die Urkunde aus dem Jahr 1261 weist Bertradas Existenz wie die ihrer Schwestern nach. Die Brüder und Verwandten des bereits verstorbenen Edelherrn Heinrich von Rosdorf „dictus Hassonis“, Ludwig und Hermann von Rosdorf, sowie ihre jeweiligen Brüder, nebst ihr Cousin und Blutsverwandter  Dietrich von Hardenberg, verpflichten sich ausdrücklich, die Aussteuer ihrer Verwandten Bertrada von Rosdorf, Nonne zu Kaufungen, die aus drei Hufen Land und einem Weinberg zu Urleben an der Unstrut bestand, dem Kloster zu garantieren und gegen jeden Angreifer zu beschützen und zu verteidigen.
1268 überlässt Graf Burkhard von Brandenberg der Äbtissin Bertrada von Rosdorf seine Besitzrechte in Herleshausen, Wommen und Hain, behält sich allerdings die Vogtei darüber vor, wie die Herren von Rosdorf über ihre Urlebener Besitzungen. Durch eine Urkunde von 1271 fällt ein Mühlenzins an das Kloster und Äbtissin Bertrada von Rosdorf zurück.
In der Urkunde vom 17. Mai 1274 tätigen Bertradas Schwestern, Adelheid und Wiltrud von Rosdorf, einen Verkauf. Am 31. Mai 1274 verkaufen die beiden Stiftsdamen zwei Hufen in Opperhausen bei Gandersheim aus ihrem Besitz.
In insgesamt drei Urkunden 1279 leisten erst Graf Albert, Sohn des verstorbenen Graf Burkhard von Brandenberg, anschließend Landgraf Albert von Thüringen, Verzicht auf die 1271 geschenkten Güter zugunsten von Äbtissin Bertrada von Rosdorf.
Die drei Urkunden sind die letzten, in denen Bertrada von Rosdorf lebend erwähnt wird, so dass davon auszugehen ist, dass sie nach 1279, aber sicher vor 1284 verstarb, dem Jahr, in dem ihre Nachfolgerin Luckardis erstmals als Äbtissin urkundet.

## Wertung
Die Amtszeit Bertrada von Rosdorfs war geprägt vom Kampf zur Rückerlangung der ursprünglichen Freiheit und Selbstständigkeit sowie der Zurückweisung der Vereinnahmung von außen. Nach dem Aussterben der Grafen Werner und der Gisonen fehlte dem Kloster ein mächtiger Beschützer als Advokat. Die nur regional bedeutenden Vögte aus dem Haus der Wolff von Gudenberg verfügten nicht über die nötige Macht und Mittel, um sich und das Kloster wirkungsvoll vor dem immer stärker werdenden Zugriff der Landgrafen von Hessen und der Herzöge von Braunschweig-Göttingen zu schützen. Allem Anschein nach konnte Bertrada von Rosdorf jedoch im Kleinen einiges zum Wohl ihres Klosters bewirken, was sich besonders am erfolgreichen Wirken ihrer Nachfolgerin Luckardis zeigt, die deutlich selbstbewusster auftreten konnte und das Kloster in eine kurzzeitige Renaissance seiner Bedeutung zurückführte.